# Hestieu de Tàrent
Hestieu (en llatí Hestiaeus, en grec antic Έστιαἷος) era un filòsof grec nascut a Tàrent a la Magna Grècia. Apareix a la llista de filòsofs pitagòrics de Iàmblic de Calcis. Diògenes Laerci, citant a Aristoxè, diu que va ser el pare d'Arquites de Tàrent.